# Jan Rajnoch
Jan Rajnoch (* 30. September 1981 in Frýdlant v Čechách) ist ein tschechischer Fußballspieler.

## Vereinskarriere
Rajnoch wuchs in Liberec auf, Anfang der 1990er Jahre zog die Familie nach Prag, Rajnoch schloss sich der Juniorenabteilung des AC Sparta Prag an. In der großen Konkurrenz des Spitzenvereins konnte sich der Abwehrspieler nicht durchsetzen und wurde 2001/02 an den damaligen Zweitligisten FK Mladá Boleslav ausgeliehen. Er kehrte zu Sparta zurück, machte einige Spiele für das B-Team und wechselte, erneut auf Leihbasis innerhalb der 2. Liga zum SC Xaverov Horní Počernice.
Anfang 2003 wurde Rajnoch von Bohemians Prag verpflichtet und stieg mit der Mannschaft in die 1. Liga auf. Rajnoch gehörte zu den besten Spielern der Mannschaft und übernahm das Kapitänsamt. Nach einem Jahr wechselte er in der Winterpause 2003/04 zum 1. FC Synot. Dort machte Trainer Karel Jarolím aus dem Abwehr- einen defensiven Mittelfeldspieler. Nach zweieinhalb Jahren in Uherské Hradiště ging Rajnoch zu seinem Ex-Klub nach Mladá Boleslav.
Im Januar 2009 wurde Rajnoch bis Saisonende an Energie Cottbus ausgeliehen und kehrte im Juni 2009 nach Mladá Boleslav zurück. Am 31. Januar 2010 wechselte Rajnoch zum MKE Ankaragücü. In der türkischen Hauptstadt unterschrieb der Tscheche einen Dreieinhalbjahresvertrag. In der Saison geriet sein Verein in finanzielle Engpässe. Infolgedessen war man gezwungen, zur Winterpause mehrere Spieler freizustellen. Unter den freigestellten Spielern befand sich auch Rajnoch. Er wechselte daraufhin innerhalb der Liga zu Sivasspor. Mit seinem Vertragsende zum Sommer 2013 wurde seitens Sivasspor bekanntgegeben, dass man mit Rajnoch keine Vertragsverlängerung unterschreiben werde.
Am 5. August 2013 unterschrieb Rajnoch beim Zweitligisten Adana Demirspor.

## Nationalmannschaft
Jan Rajnoch debütierte am 20. August 2008 in London im Spiel gegen England in der tschechischen Nationalmannschaft. Trainer Petr Rada wechselte den Mittelfeldspieler in der 75. Spielminute für Radoslav Kováč ein.

## Sonstiges
Am 2. Oktober 2011 schoss er im Ligaspiel seiner Mannschaft gegen Galatasaray Istanbul das 3000. Tor der Gegner, durch ein Eigentor. Jedoch wird dieser Treffer seitens Galatasaray nicht als das 3000. Tor anerkannt.